# Aleksandr Zacharov
Aleksandr Andreevič Zacharov (in russo Александр Андреевич Захаров?; San Pietroburgo, 12 giugno 1993) è un cestista russo.

## Palmarès
- Coppa di Russia: 1

Temp-SUMZ-UGMK: 2020-21